# 亚格斯特采尔
亚格斯特采尔是德国巴登-符腾堡州的一个市镇。总面积37.97平方公里，总人口2397人，其中男性1220人，女性1177人（2011年12月31日），人口密度63人/平方公里。